# Pilar Castro
Pilar Castro Parrilla (Madrid, 12 de octubre de 1970) es una actriz española que ha recibido una nominación en los Premios Goya por su interpretación en la película Gordos (2009). Además de haber participado en otras películas con éxito de críticas como Julieta (2016) de Pedro Almodóvar o Ventajas de viajar en tren (2019) de Aritz Moreno.

## Biografía
Pilar Castro Parrilla nació el 12 de octubre de 1970 en Madrid (España). Empezó como bailarina, participando en el programa Aplauso, de Televisión Española. Posteriormente estudió interpretación en la escuela de Cristina Rota.

## Trayectoria profesional
Debutó como actriz secundaria en Historias del Kronen (1995), un drama protagonizado por Juan Diego Botto y Jordi Mollà. Un año después, su debut televisivo se produjo en la serie Este es mi barrio de Antena 3, en la que apareció en un episodio. Tras ese trabajo, comenzó a formar parte del reparto de series como A las once en casa (1998), Al salir de clase (2000-2001), con las que se fue haciendo un hueco en televisión. También participó en Cuéntame cómo pasó (2003) como Laura y en Maneras de sobrevivir (2005) como Merche.
Paralelamente, participó en los largometrajes Descongélate! (2003), Días de fútbol (2003), El asombroso mundo de Borjamari y Pocholo (2004), Los 2 lados de la cama (2005), Los aires difíciles (2006) y Gente de mala calidad (2008). Además, obtuvo reconocimiento por su trabajo en la exitosa serie de Telecinco Los Serrano en 2007, en la que había participado previamente con otro rol en 2004. Posteriormente, participó en Cuestión de sexo (2007-2009) con el papel de Alba.
En teatro, ha participado en varios montajes de la compañía Animalario y con la suya propia, Caracalva, con Secun de la Rosa. También ha participado en diversos cortometrajes, obteniendo dos Biznagas de Plata en el Festival de Cine de Málaga con Test (2007) y El premio (2010).
En 2010 fue nominada en los Premios Goya en la categoría de mejor actriz de reparto por su actuación en la comedia de Daniel Sánchez Arévalo, Gordos (2009), donde encarnaba al personaje de Pilar. Más adelante volvió a trabajar con el cineasta en La gran familia española (2013) y realizó pequeñas intervenciones en las series Vive cantando (2013) y La que se avecina (2014). Sus siguientes papeles se dieron en cine con las comedias Las ovejas no pierden el tren (2014) y El tiempo de los monstruos (2015) de Félix Sabroso.
En 2015 regresó a televisión para interpretar a Isa Antúnez en Olmos y Robles, serie de Televisión Española que se mantuvo en antena durante dos temporadas. Un año más tarde, participó en el largometraje de Pedro Almodóvar Julieta y después en la comedia Es por tu bien, por la que recibió una nominación como mejor actriz de reparto en los premios de la Unión de Actores y Actrices. En 2018 se unió al elenco de Vivir sin permiso, una serie de Telecinco que obtuvo gran éxito de audiencias, y en la que interpretó a Chon Moliner durante las dos temporadas.
En 2019 protagonizó la película Ventajas de viajar en tren, por la que recibió una nominación en los Premios Feroz como mejor actriz protagonista. Un año después fue la presentadora de la misma gala. En 2020 participó en la miniserie original de Netflix Alguien tiene que morir y se incorporó a la comedia Señoras del (h)AMPA, a partir de su segunda temporada, con el papel de Belinda Chamorro. En 2021 participó en las películas Donde caben dos, comedia coral de Paco Caballero, y Competencia oficial, compartiendo reparto con Penélope Cruz y Antonio Banderas, entre otros. Además, fichó por la serie Sin novedad, una de las primeras originales de HBO Max en España.

## Filmografía

### Cine
| Año  | Título                                    | Personaje        | Director                               |
| ---- | ----------------------------------------- | ---------------- | -------------------------------------- |
| 1990 | Ovejas negras                             | Chica cementerio | José María Carreño                     |
| 1995 | Historias del Kronen                      | Nuria            | Montxo Armendáriz                      |
| 1996 | Taxi                                      | Marga            | Carlos Saura                           |
| 1996 | El ángel de la guarda                     | Enfermera        | Santiago Matallana                     |
| 1998 | Agujetas en el alma                       | Actriz irlandesa | Fernando Merinero                      |
| 1998 | El conductor                              | Marga            | Jorge Carrasco                         |
| 1999 | Cuarteto de La Habana                     | Camarera         | Fernando Colomo                        |
| 1999 | La mujer más fea del mundo                | Feminista        | Miguel Bardem                          |
| 1999 | Segunda piel                              | Neus             | Gerardo Vera                           |
| 2003 | Descongélate!                             | Anita            | Dunia Ayaso y Félix Sabroso            |
| 2003 | Días de fútbol                            | Bárbara          | David Serrano de la Peña               |
| 2003 | La suerte dormida                         | Sonia            | Ángeles González Sinde                 |
| 2004 | Muertos comunes                           | Juani            | Norberto Ramos del Val                 |
| 2004 | El asombroso mundo de Borjamari y Pocholo | Paloma           | Juan Cavestany y Enrique López Lavigne |
| 2005 | Los 2 lados de la cama                    | Carlota          | Emilio Martínez Lázaro                 |
| 2006 | Volando voy                               | Pilar            | Miguel Albaladejo                      |
| 2006 | Los aires difíciles                       | Charo            | Gerardo Herrero                        |
| 2008 | Gente de mala calidad                     | Lola             | Juan Cavestany                         |
| 2009 | 7 minutos                                 | Sonia            | Daniela Fejerman                       |
| 2009 | Gordos                                    | Pilar            | Daniel Sánchez Arévalo                 |
| 2010 | Dispongo de barcos                        | Alguien          | Juan Cavestany                         |
| 2013 | La gran familia española                  | Amanda           | Daniel Sánchez Arévalo                 |
| 2013 | Faraday                                   | Irina            | Norberto Ramos del Val                 |
| 2014 | Las ovejas no pierden el tren             | Paula            | Álvaro Fernández Armero                |
| 2015 | El tiempo de los monstruos                | Clara            | Félix Sabroso                          |
| 2016 | Julieta                                   | Claudia          | Pedro Almodóvar                        |
| 2017 | Es por tu bien                            | Isabel           | Carlos Therón                          |
| 2019 | Ventajas de viajar en tren                | Helga Pato       | Aritz Moreno                           |
| 2021 | Donde caben dos                           | Claudia          | Paco Caballero                         |
| 2021 | Competencia oficial                       | Violeta          | Mariano Cohn y Gastón Duprat           |
| 2022 | A través de mi ventana                    | Tere Mendoza     | Marçal Forés                           |
| 2022 | Cerdita                                   | Elena            | Carlota Pereda                         |
| 2023 | Eres tú                                   | Sonsoles Durán   | Alauda Ruiz de Azúa                    |
| 2023 | A través del mar                          | Tere Mendoza     | Marçal Forés                           |
| 2024 | A través de tu mirada                     | Tere Mendoza     | Marçal Forés                           |

### Televisión
| Año       | Título                              | Personaje                   | Notas                                        |
| --------- | ----------------------------------- | --------------------------- | -------------------------------------------- |
| 1996      | Esté es mi barrio                   | Pilar Oroño                 | 1 episodio                                   |
| 1997–1998 | Calle nueva                         | Sandra Muñoz                | Elenco recurrente; 6 episodios               |
| 1998      | Periodistas                         | Esther Castro               | 1 episodio                                   |
| 1998–1999 | A las once en casa                  | Elisa Castaño               | Elenco recurrente; 14 episodios              |
| 1999      | 7 vidas                             | Úrsula                      | 1 episodio                                   |
| 1999      | Compañeros                          | Chus                        | 1 episodio                                   |
| 1999      | Policías, en el corazón de la calle | Laida                       | 1 episodio                                   |
| 2000–2001 | Al salir de clase                   | Cristina Angulo             | Elenco recurrente; 118 episodios             |
| 2003      | Cuéntame cómo pasó                  | Laura                       | 4 episodios                                  |
| 2004      | Los Serrano                         | Natalie                     | Episodio: «Natalie»                          |
| 2005      | Maneras de sobrevivir               | Merche                      | Elenco principal; 13 episodios               |
| 2007      | Los Serrano                         | Emilia Huarte               | Elenco principal (temporada 6); 13 episodios |
| 2007–2009 | Cuestión de sexo                    | Alba                        | Elenco principal; 35 episodios               |
| 2013      | Vive cantando                       | Luisa Almagro López         | 2 episodios                                  |
| 2014      | La que se avecina                   | Clemencia                   | 2 episodios                                  |
| 2015–2016 | Olmos y Robles                      | Isabel Antúnez «La Piensos» | 18 episodios                                 |
| 2018–2020 | Vivir sin permiso                   | Asunción «Chon» Moliner     | Elenco principal; 20 episodios               |
| 2020–2021 | Señoras del (h)AMPA                 | Belinda Chamorro            | Elenco principal (temporada 2); 13 episodios |
| 2020      | Alguien tiene que morir             | Belén Aldama                | Elenco principal; 3 episodios                |
| 2021      | Gala Premios Feroz                  | Ella misma - presentadora   | Especial televisivo                          |
| 2021      | Sin novedad                         | Elisenda Olivares           | Elenco principal; 6 episodios                |
| 2023      | Zorras                              | Juana                       | Elenco recurrente; 8 episodios               |
| 2023      | Mentiras pasajeras                  | Maite Minondo               | Elenco principal; 8 episodios                |
| 2024      | La última noche en Tremor           | María Vargas                | Elenco principal; 8 episodios                |

### Teatro
- La princesa y Tordemusa (espectáculo infantil).
- Sus realismos, de la compañía Caracalva, dirigida por David Lorente.
- Ciudades Perdidas (1991), de Bertolt Brecht, dirigida por Daniel Suárez Marzal.
- El obedecedor (2000), de Juan Cavestany, dirigida por Amparo Valle.
- Rulos (2001), de Angeles González Sinde y Alberto Macías, dirigida por Fernando Soto.
- Los Openheart (2002), de Alberto San Juan, dirigida por Andrés Lima.
- Pornografía barata (2003), de Andrés Lima, dirigida por Andrés Lima.
- El inspector (2012), de Nikolái Gogol, dirigida por Miguel del Arco.
- Babel (2012), de Andrew Bowell, dirigida por Tamzin Townsend.
- Invencible (2019), de Torben Betts, dirigida por Daniel Veronese.
- El chico de la última fila (2019), de Juan Mayorga, dirigida por Andrés Lima.
- Contracciones (2023)

## Premios y nominaciones
Premios Goya
| Año  | Categoría                                | Película | Resultado | Ref.  |
| ---- | ---------------------------------------- | -------- | --------- | ----- |
| 2009 | Mejor interpretación femenina de reparto | Gordos   | Nominada  | [ 7 ] |

Premios de la Unión de Actores
| Año  | Categoría                       | Película       | Resultado | Ref.  |
| ---- | ------------------------------- | -------------- | --------- | ----- |
| 2009 | Mejor actriz de reparto de cine | Gordos         | Ganadora  | [ 7 ] |
| 2018 | Mejor actriz de reparto de cine | Es por tu bien | Nominada  | [ 7 ] |

Premios Feroz
| Año  | Categoría                 | Película                   | Resultado | Ref.  |
| ---- | ------------------------- | -------------------------- | --------- | ----- |
| 2020 | Mejor actriz protagonista | Ventajas de viajar en tren | Nominada  | [ 7 ] |

Medallas del Círculo de Escritores Cinematográficos
| Año  | Categoría                 | Película                   | Resultado | Ref.  |
| ---- | ------------------------- | -------------------------- | --------- | ----- |
| 2020 | Mejor actriz protagonista | Ventajas de viajar en tren | Nominada  | [ 7 ] |

Festival de Málaga Cine en Español
| Año  | Categoría | Película  | Resultado | Ref.  |
| ---- | --- | --------- | --------- | ----- |
| 2008 | Biznaga de Plata (Cortometrajes): Mejor interpretación femenina (ex aequo con Ana Wagener, Sandra Ferrús y Nadia de Santiago) | Test      | Ganadora  | [ 7 ] |
| 2011 | Biznaga de Plata (Cortometrajes): Mejor interpretación femenina                                                               | El premio | Ganadora  | [ 7 ] |

Festival de Cine de Islantilla
| Año  | Categoría                               | Película             | Resultado | Ref.  |
| ---- | --------------------------------------- | -------------------- | --------- | ----- |
| 2011 | Premio Luna de Islantilla: Mejor actriz | El premio            | Nominada  | [ 8 ] |
| 2012 | Premio Luna de Islantilla: Mejor actriz | Nadie tiene la culpa | Nominada  | [ 8 ] |

Festival Ibérico de Cine de Badajoz
| Año  | Categoría    | Película  | Resultado | Ref.  |
| ---- | ------------ | --------- | --------- | ----- |
| 2011 | Mejor actriz | El premio | Ganadora  | [ 7 ] |

Concurso Iberoamericano de Cortometrajes Versión Española-SGAE
| Año  | Categoría                  | Película                         | Resultado | Ref.  |
| ---- | -------------------------- | -------------------------------- | --------- | ----- |
| 2011 | Premio AISGE: Mejor actriz | Nadie tiene la culpa y El premio | Ganadora  | [ 7 ] |

Festival de Cortos 'Por amor al arte'
| Año  | Categoría                                | Película             | Resultado | Ref.  |
| ---- | ---------------------------------------- | -------------------- | --------- | ----- |
| 2013 | Guiño a la mejor interpretación femenina | Nadie tiene la culpa | Ganadora  | [ 9 ] |

Mostra de Curtas Vila de Noia
| Año  | Categoría    | Película             | Resultado | Ref.   |
| ---- | ------------ | -------------------- | --------- | ------ |
| 2012 | Mejor actriz | Nadie tiene la culpa | Ganadora  | [ 10 ] |